# Olga Suárez Mira
Olga Lucía Suárez Mira (Bello, Antioquia; 14 de noviembre de 1965) es una política y abogada colombiana. Actual Senadora de la República por el Partido Conservador Colombiano.

## Biografía
Olga Suárez Mira es abogada de la Universidad de Medellín, especializada en Derecho Administrativo de la misma institución; con maestría en estudios políticos en la Universidad Pontificia Bolivariana y diplomaturas en Marketing Político y Estrategia Electoral del Centro Interamericano de Política en la ciudad de Miami (Estados Unidos). Diplomada en Transporte Masivo de Mediana Capacidad, con la Empresa de Transporte Masivo de Madrid España y la Escuela de Ingeniería de Antioquia. Primera mujer elegida para el Concejo de Bello y con la mayor votación en la historia del municipio. Elegida como la primera Alcaldesa por Elección Popular en 90 años de historia del municipio de Bello, del año 2004 al 2007. Durante su gestión como Alcaldesa de Bello, logró un ascenso de 769 puestos a nivel nacional en el índice de Gestión Municipal. Para el año 2007 dejó posicionado a la ciudad de Bello en el sexto puesto en Colombia, en cuanto a necesidades básicas satisfechas, programa que mide la gestión y beneficio de la comunidad en todo el país.
En el año 2010 fue elegida Senadora de la República de Colombia para el periodo 2010 - 2014, con la mayor votación del Partido Conservador Colombiano, con 122.000 votos. Ha sido autora de 22 proyectos de ley y ponente de varias iniciativas como la ley para prevenir el matoneo (bullying) en los establecimientos educativos la reforma que amplió la representación de los afrodescendientes en el congreso, la propuesta para aumentar la jornada escolar en primaria y el proyecto para ampliar la financiación los estudios universitarios de jóvenes de los estratos 1 - 2 y 3 a través del ICETEX.
Su hermano, Óscar Suárez Mira, condenado en julio del 2013 por vínculos con paramilitares, fue alcalde entre 1995 y 1997, y su hermana Olga Suárez Mira, actual senadora por el Partido Conservador, lo fue entre el 2004 y el 2007. Está siendo investigada por vínculos con paramilitarismo y fue una de las que no pudo continuar su carrera como senadora, ya que no obtuvo suficientes votos, en las elecciones legislativas de 2018 en Colombia, en parte, por la mala imagen de su Familia acrecentada por las acusaciones de tener "secuestrada la democracia en Bello"